# Coradia
 (avril 2013).
Si vous disposez d'ouvrages ou d'articles de référence ou si vous connaissez des sites web de qualité traitant du thème abordé ici, merci de compléter l'article en donnant les références utiles à sa vérifiabilité et en les liant à la section « Notes et références ».
La famille Coradia du constructeur Alstom est une famille de matériel roulant ferroviaire développée, commercialisée et construite par Alstom (avec ou sans partenaires) couvrant un panel de trains régionaux, interrégionaux et grandes lignes, tous automoteurs. Elle comprend différents produits, principalement destinés au marché européen. Les trains Coradia sont déclinés en mono ou multicaisses, avec un seul ou deux niveaux, et à motorisation électrique, thermique, bimode et à l'hydrogène.

## Coradia A TER
Le Coradia A TER est un modèle d'autorail monocaisse développé à partir de 1996 conjointement par Alstom DDF et Linke-Hofmann-Busch dans le cadre d'une coopération entre la SNCF et la Deutsche Bahn. Ces autorails de 64 places assises sont mus par deux moteurs Diesel MAN.
Entre 1999 et 2005, 377 Coradia A TER ont été mis en service en France, en Allemagne et au Luxembourg.
Les X 73500 sont au nombre de 315 sur les 318 commandés et les X 73900 au nombre de 19 sur 19. La différence entre les deux séries est que les X 73900 sont équipés pour rouler en Allemagne.
Plus aucun autorail 2100 n'est visible : tous ont été vendus à la région Lorraine en 2006 à cause de leur insuffisante capacité face à un trafic en augmentation.
Les CT 641 sont au nombre de 38 sur 40 et circulent autour de Halle, Leipzig et Erfurt.
| SNCF            | CFL        | DB     |
| --------------- | ---------- | ------ |
| X 73500 X 73900 | Série 2100 | VT 641 |

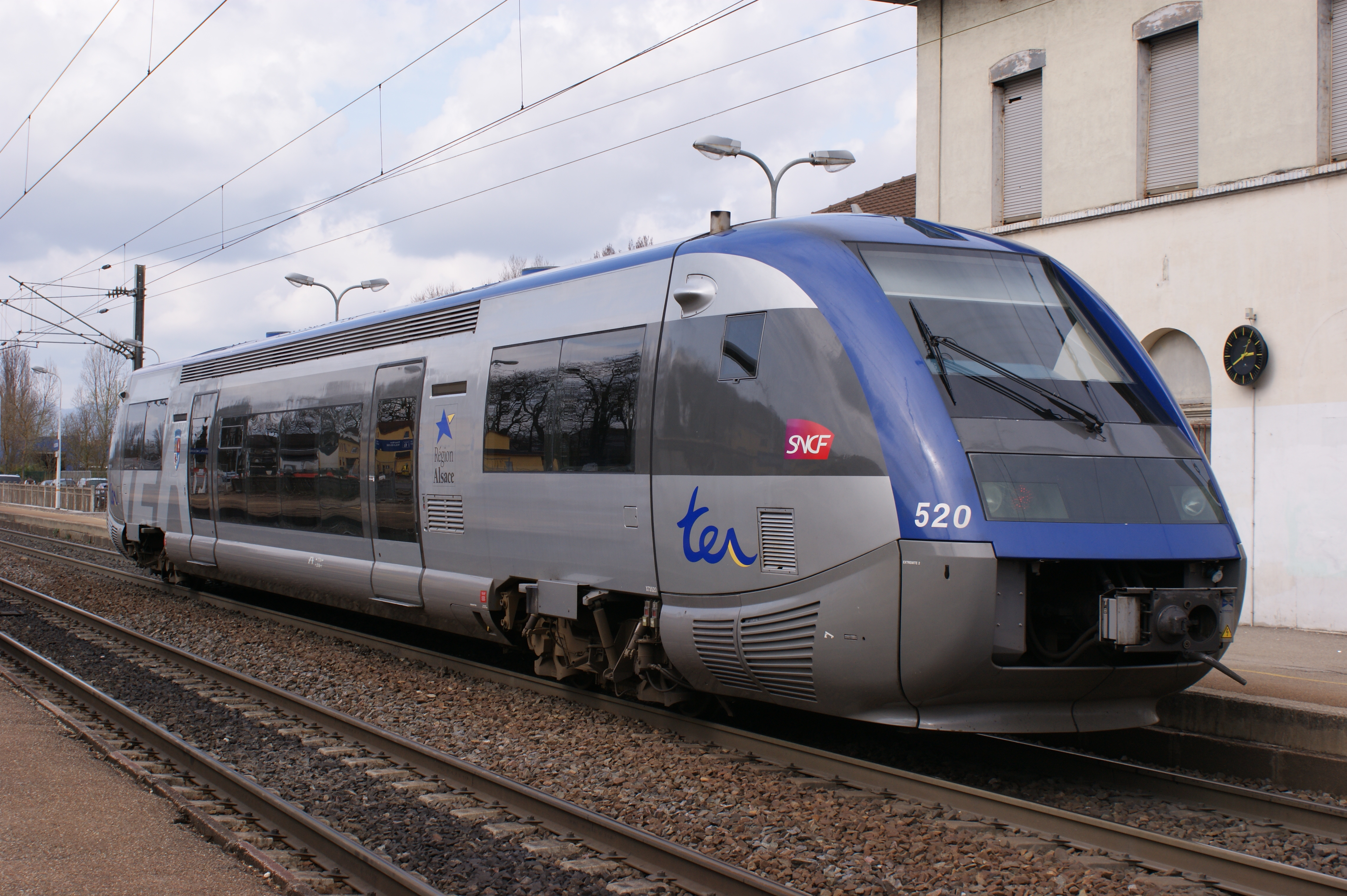
X 73500 français.
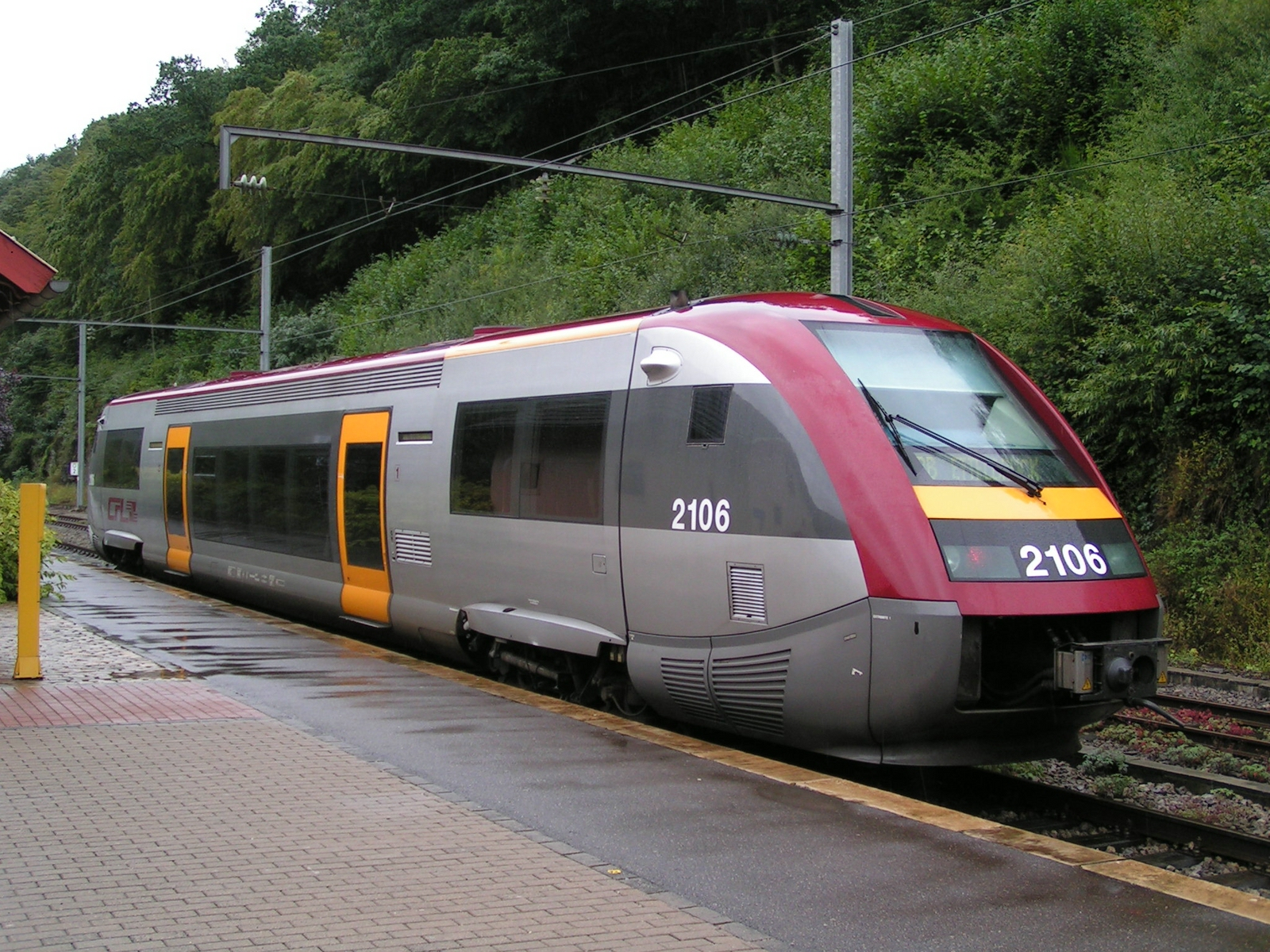
2100 luxembourgeois.
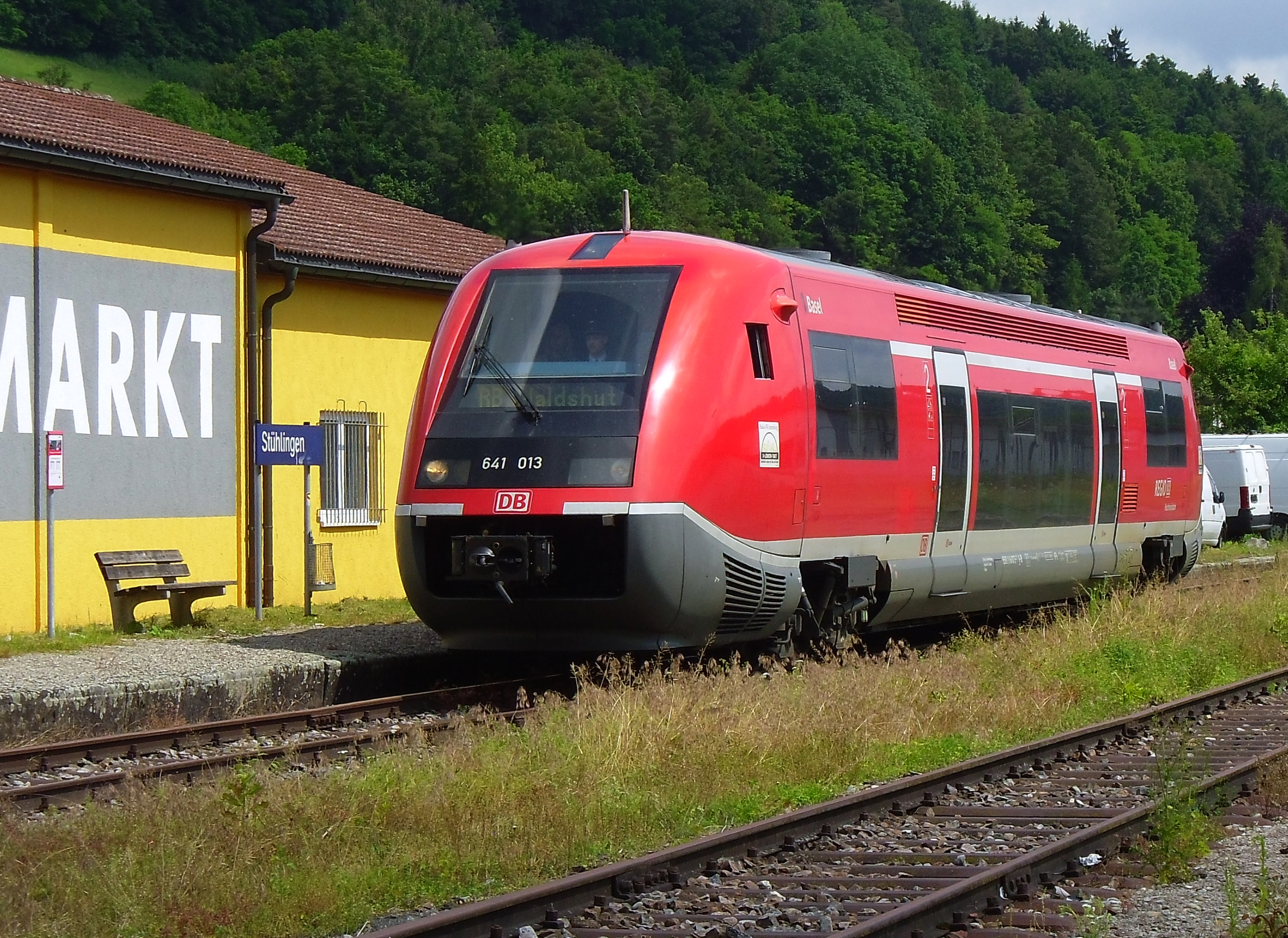
VT 641 allemand.

## Coradia LINT
La gamme Coradia LINT, pour Leichter Innovativer Nahverkehrstriebwagen (soit « autorail léger innovant de transport local »), développée par Linke-Hofmann-Busch avant son absorption par Alstom, est une gamme d'autorails et automoteurs thermiques déclinée en plusieurs longueurs et conçue pour le marché allemand après sa libéralisation.
Les modèles sont dénommés en fonction de leur longueur :
- le modèle à caisse unique LINT 27 est long de 27,26 mètres ;
- le modèle articulé à deux caisses LINT 41 est long de 41,89 mètres ;
- le modèle à deux caisses sur 4 bogies LINT 54 est long de 54,27 mètres ;
- le modèle à trois caisses sur 6 bogies LINT 81 est long de 80,92 mètres.

Depuis 1999, plus de 700 engins de la gamme LINT ont été assemblés dans l'usine de Salzgitter.
En 2016, Alstom a présenté l'iLint, une version du LINT 54 fonctionnant à l'hydrogène,. Le premier exemplaire a été livré en 2018. L'iLint a été homologué en 2020 par le ministère autrichien de la Protection du climat, de l'Énergie, de la Mobilité, de l'Innovation et de la Technologie.
| DB                                                                              | Abellio Rail                                    | Arriva  | vlexx                                   | Vestsjællands Lokalbaner | OC Transpo |
| ------------------------------------------------------------------------------- | ----------------------------------------------- | ------- | --------------------------------------- | ------------------------ | ---------- |
| Série 640 (LINT 27) Série 648 (LINT 41) Série 622 (LINT 54) Série 620 (LINT 81) | VT 11 (LINT 41) VT 12 (LINT 41) VT 13 (LINT 41) | LINT 41 | Série 622 (LINT 54) Série 620 (LINT 81) | LINT 41                  | LINT 41    |

## Coradia Nordic
Le Coradia Nordic est une automotrice à un étage conçue pour supporter des conditions climatiques hivernales extrêmes et pouvant accueillir plus de 200 passagers. Le Coradia Nordic est utilisé par Storstockholms Lokaltrafik (désigné X60) pour les services de banlieue dans la région de Stockholm. Plusieurs autres contrats sont réalisés pour d'autres opérateurs suédois, principalement Skånetrafiken à Skåne County(désigné X61). 
Au total, 162 rames Coradia Nordic ont été vendues par Alstom : 71 rames ont été livrées à l’opérateur des transports publics de Stockholm, SL, avec une option de 12 rames supplémentaires livrables en 2012. 23 rames sont également livrées au gestionnaire de matériel roulant suédois AB Transitio, ainsi que 5 autres à la région de Östergötland et 2 autres à la région de Jönköping.

## Coradia Duplex
Le Coradia Duplex est un modèle d'automotrice à deux niveaux, développé à partir de 2000 initialement pour la SNCF et construites en partenariat avec Bombardier pour les rames destinées à la France et au Luxembourg. La composition des Coradia Duplex est modulaire, allant de deux à cinq caisses, pouvant offrir jusqu'à 502 places assises. Cette modularité est permise par la motorisation répartie, chaque caisse étant motorisée par un bogie bimoteur.
Entre 2004 et 2010, 276 Coradia Duplex ont été mises en service : 233 unités assemblées à Valenciennes et livrées en France et au Luxembourg et 43 unités assemblées à Salzgitter et livrées en Suède.
| SNCF            | CFL        | SJ  |
| --------------- | ---------- | --- |
| Z 24500 Z 26500 | Série 2200 | X40 |

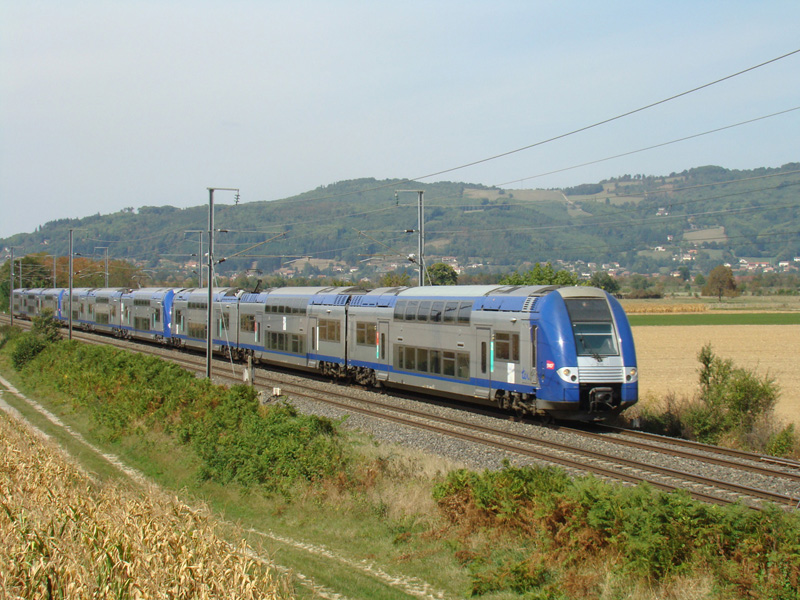
Z 24500 française
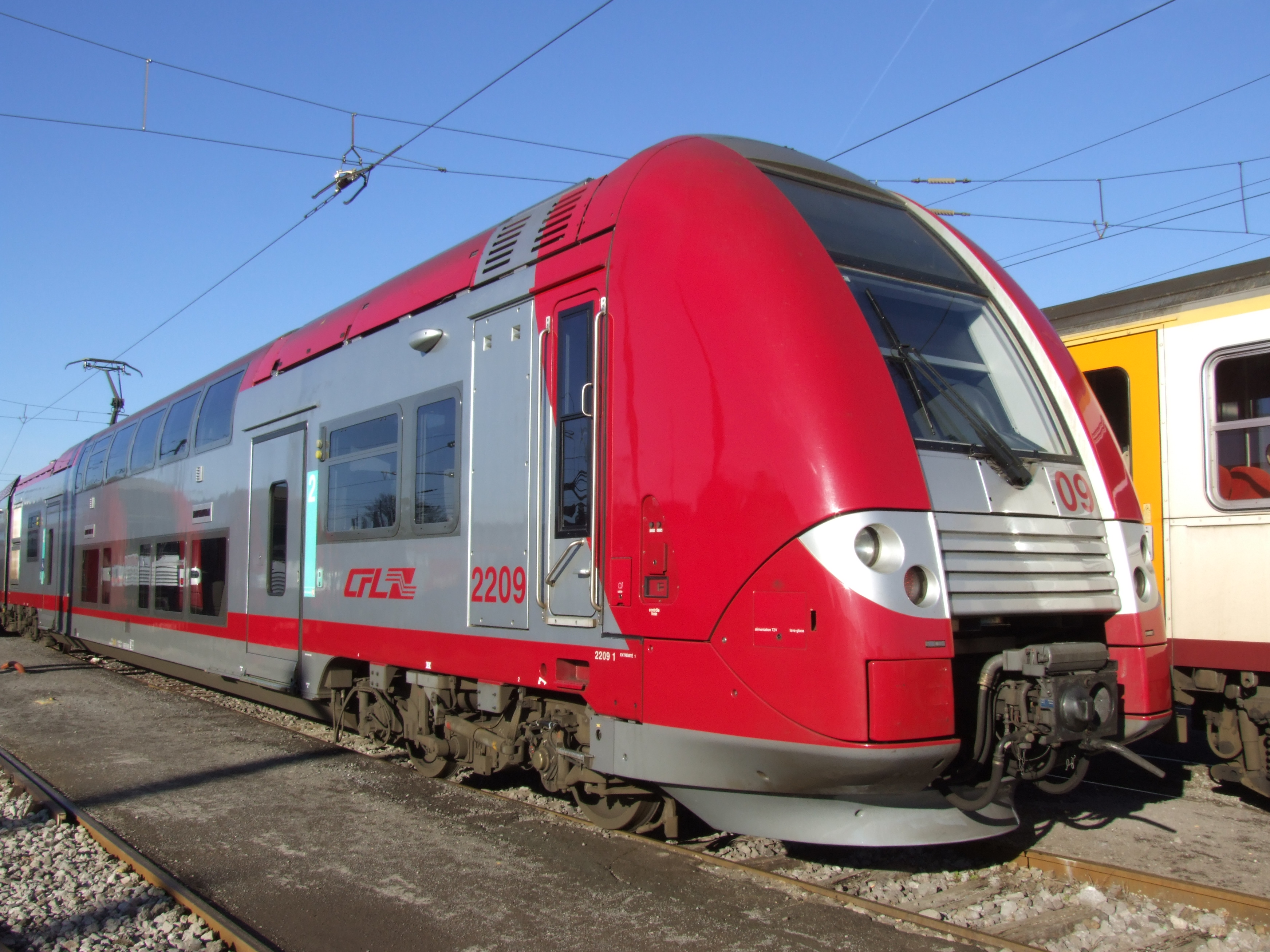
2200 luxembourgeoise
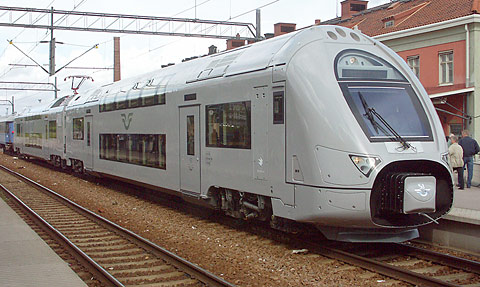
X40 suédoise

## Coradia Meridian
Le Coradia Meridian, dénommé Minuetto par Trenitalia, est un dérivé du LINT destiné au marché italien, pour renouveler les anciennes séries de trains régionaux retirées du service au cours des années 2000. Le Meridian est décliné en traction électrique et Diesel. Les modèles de la série Jazz constituent la troisième génération, après les Minuetto et les séries ETR.245 / ETR.234.
Alstom a livré 248 Meridian assemblés à Savillan (ex Fiat Ferroviaria), au sud de Turin entre 2004 et 2010.
| Trenitalia      | Ferrovia Adriatico-Sangritana (FAS) | Ferrovia Centrale Umbra (FCU) | Gruppo Torinese Trasporti (GTT) | Trentino Trasporti (TT) |
| --------------- | ----------------------------------- | ----------------------------- | ------------------------------- | ----------------------- |
| ALe 501 ALn 501 | ETR/SO3                             | ETR 901                       | TTR                             | MD-Tn                   |

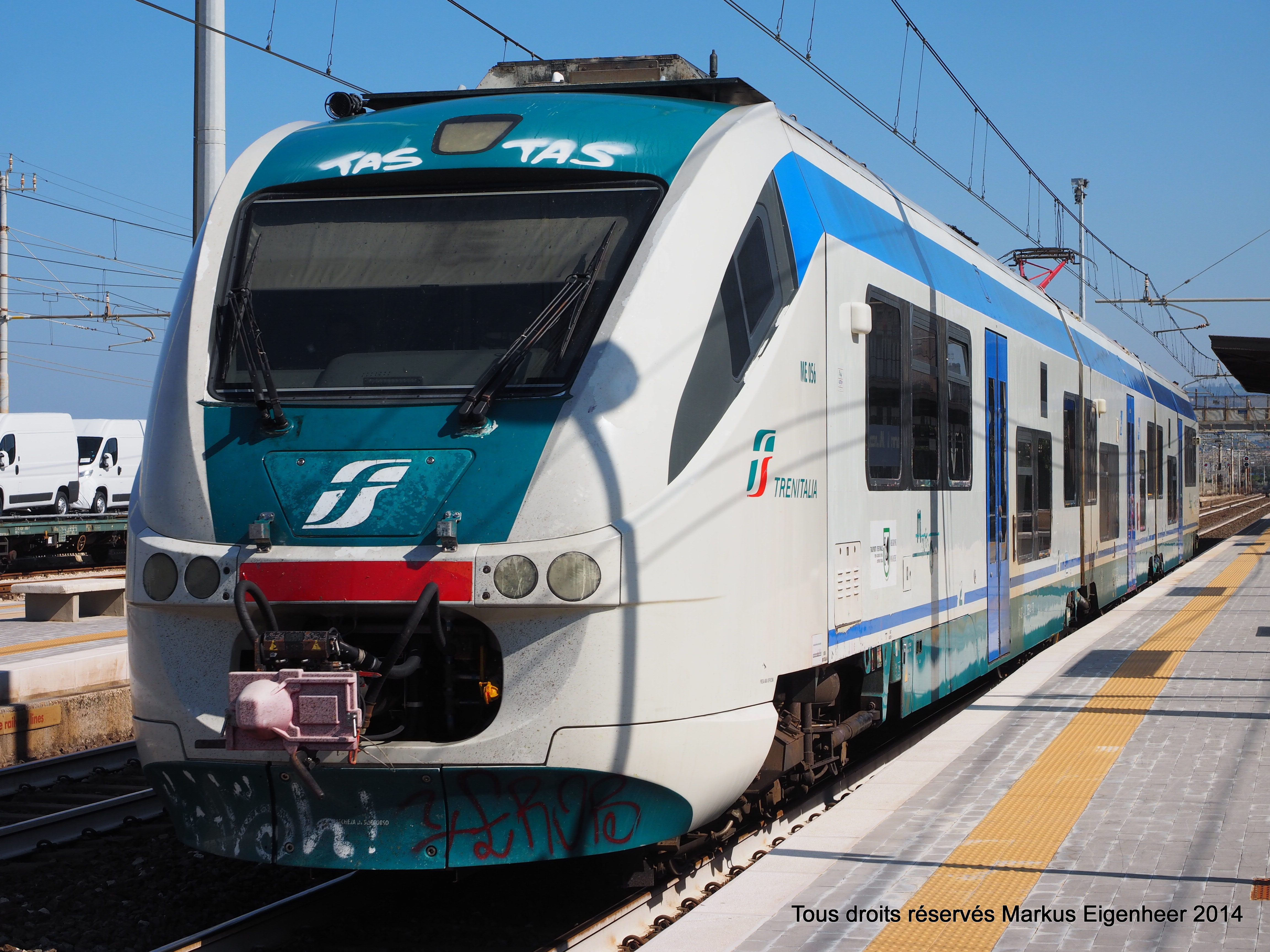
FS ALe.501 de Trenitalia
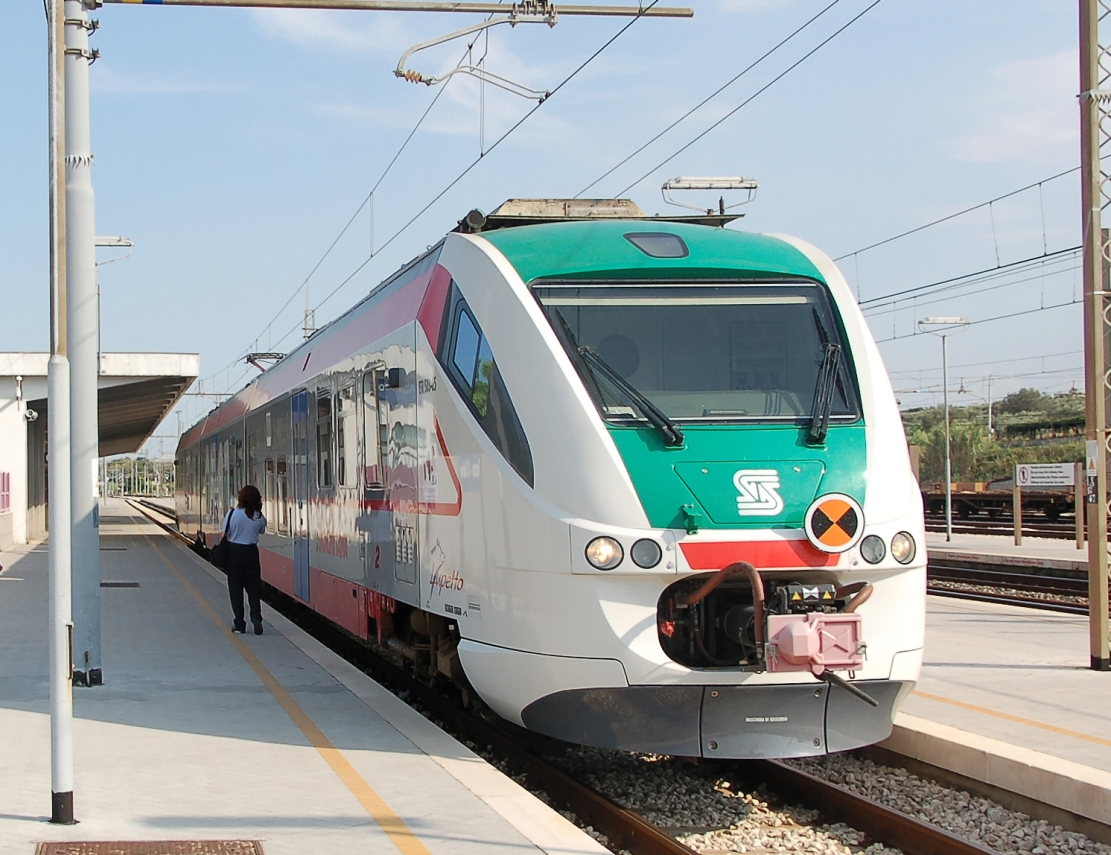
FAS ETR/SO3 de Ferrovia Adriatico-Sangritana
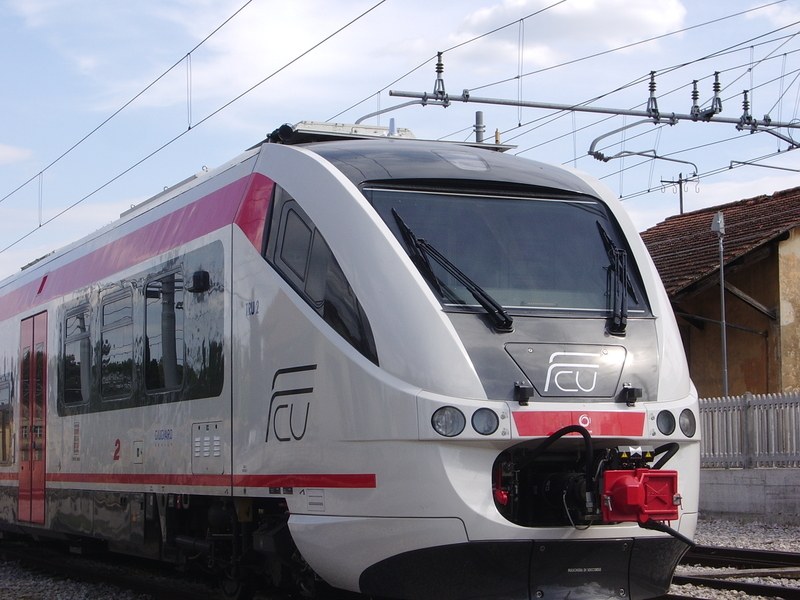
FCU ETR.901 de Ferrovia Centrale Umbra
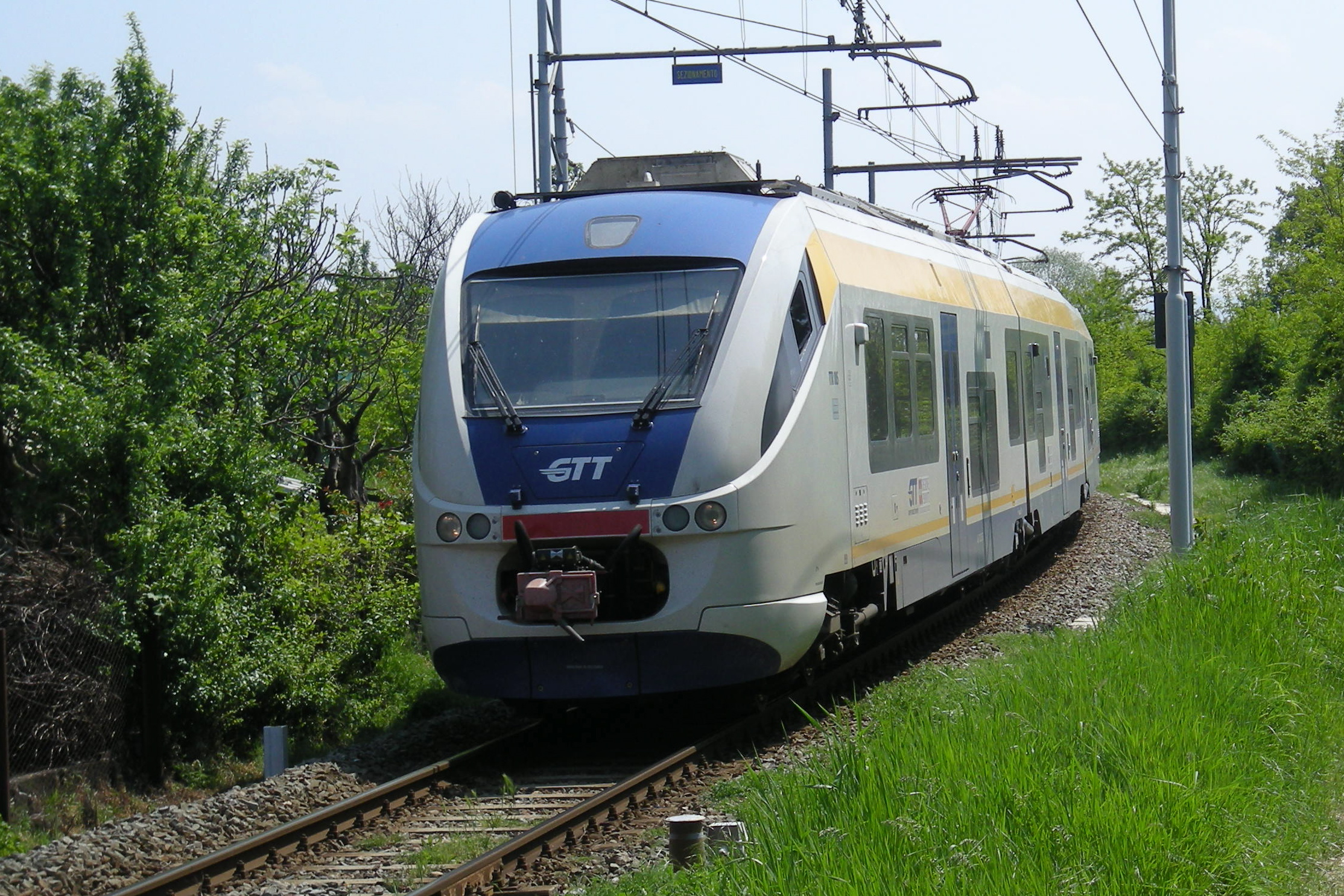
TTR du GTT
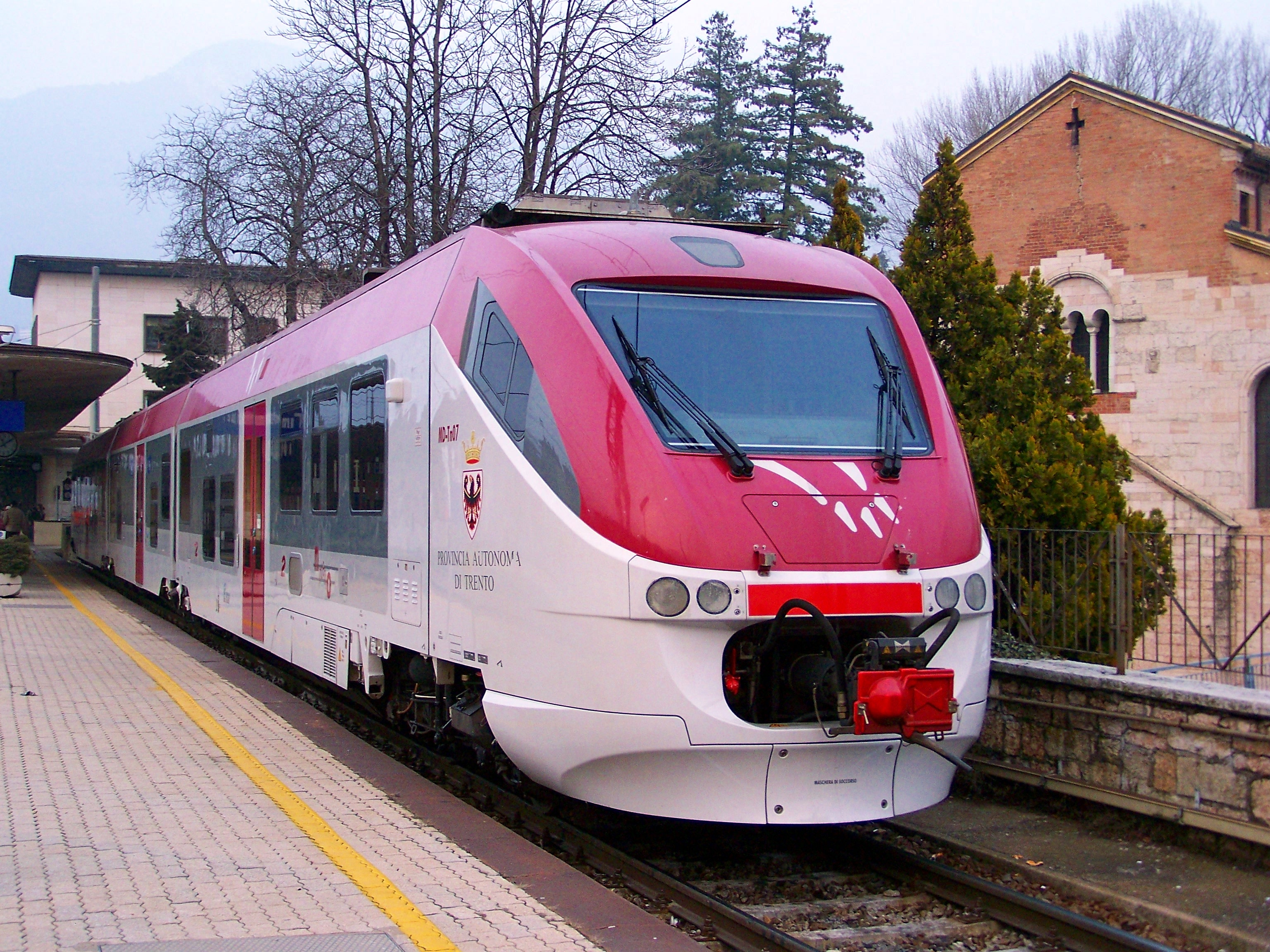
MD-Tn de Trentino Trasporti

## Coradia Continental
Le Coradia Continental est un modèle d'automotrices électriques, déclinées à trois, quatre ou cinq caisses, destiné au marché des trains régionaux allemands.
Depuis 2008, le site Alstom de Salzgitter a livré plus de 200 rames à des opérateurs allemands.
| DB                                                                                      | E-Netz Mittelsachsen      | Metronom     | Hessische Landesbahn      | NordWestBahn            | Agilis                  |
| --------------------------------------------------------------------------------------- | ------------------------- | ------------ | ------------------------- | ----------------------- | ----------------------- |
| Série 440.0 Série 440.2 Série 440.3 Série 1440.0 Série 1440.1 Série 1440.2 Série 1440.3 | Série 1440.2 Série 1440.3 | Série 1440.1 | Série 1440.1 Série 1440.3 | Série 440.2 Série 440.3 | Série 440.1 Série 440.4 |

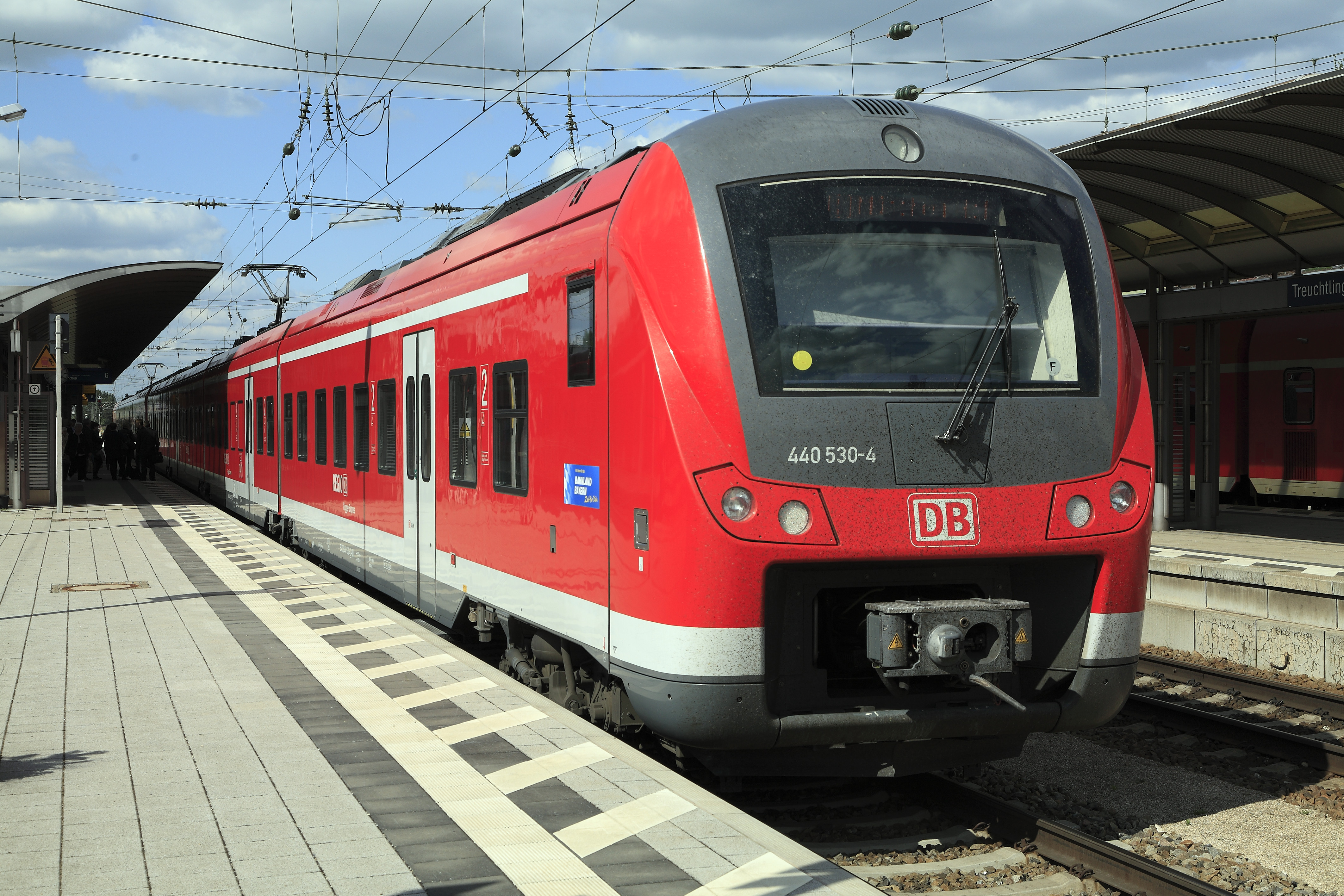
440 de la DB
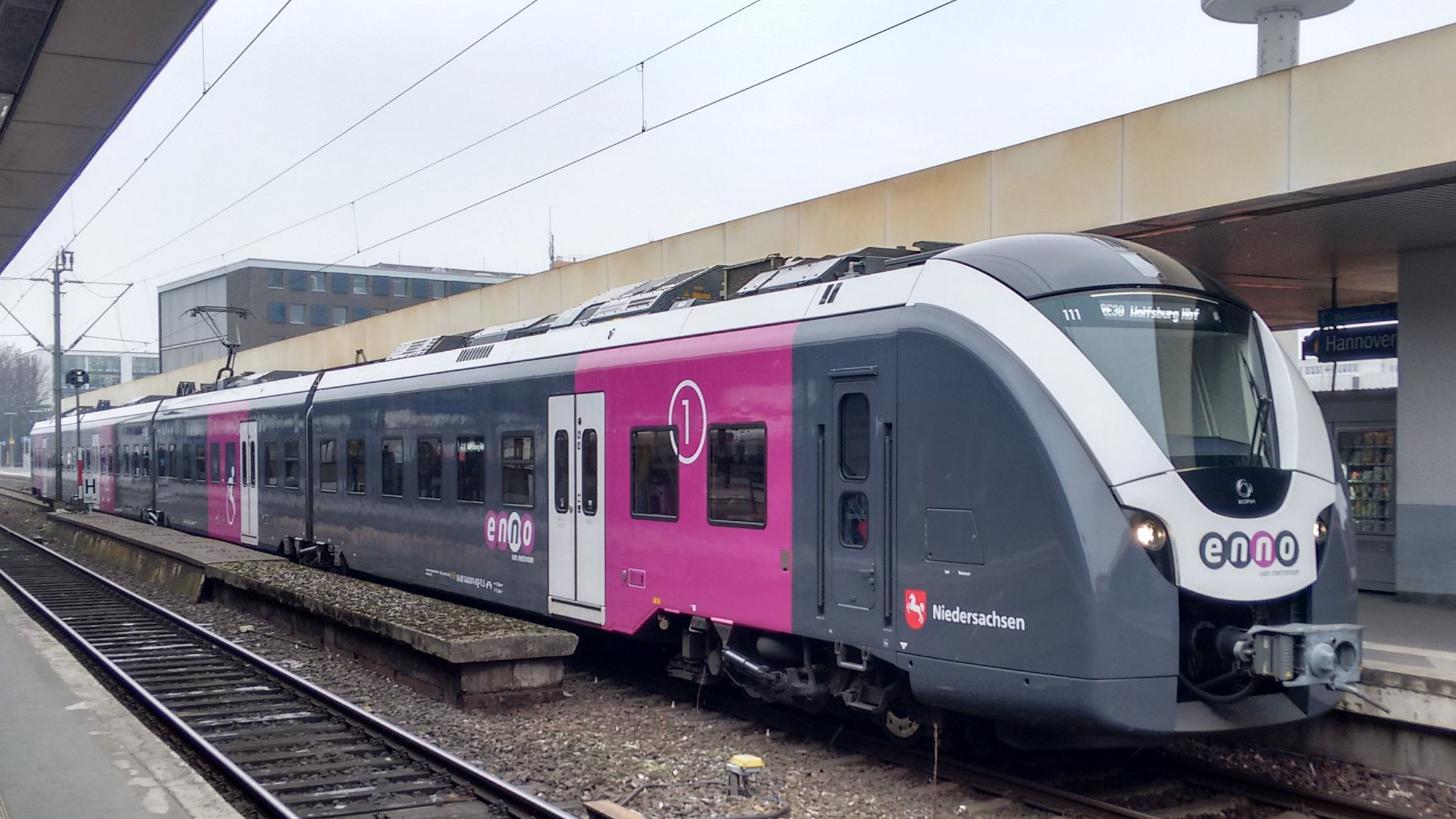
1440 de Metronom
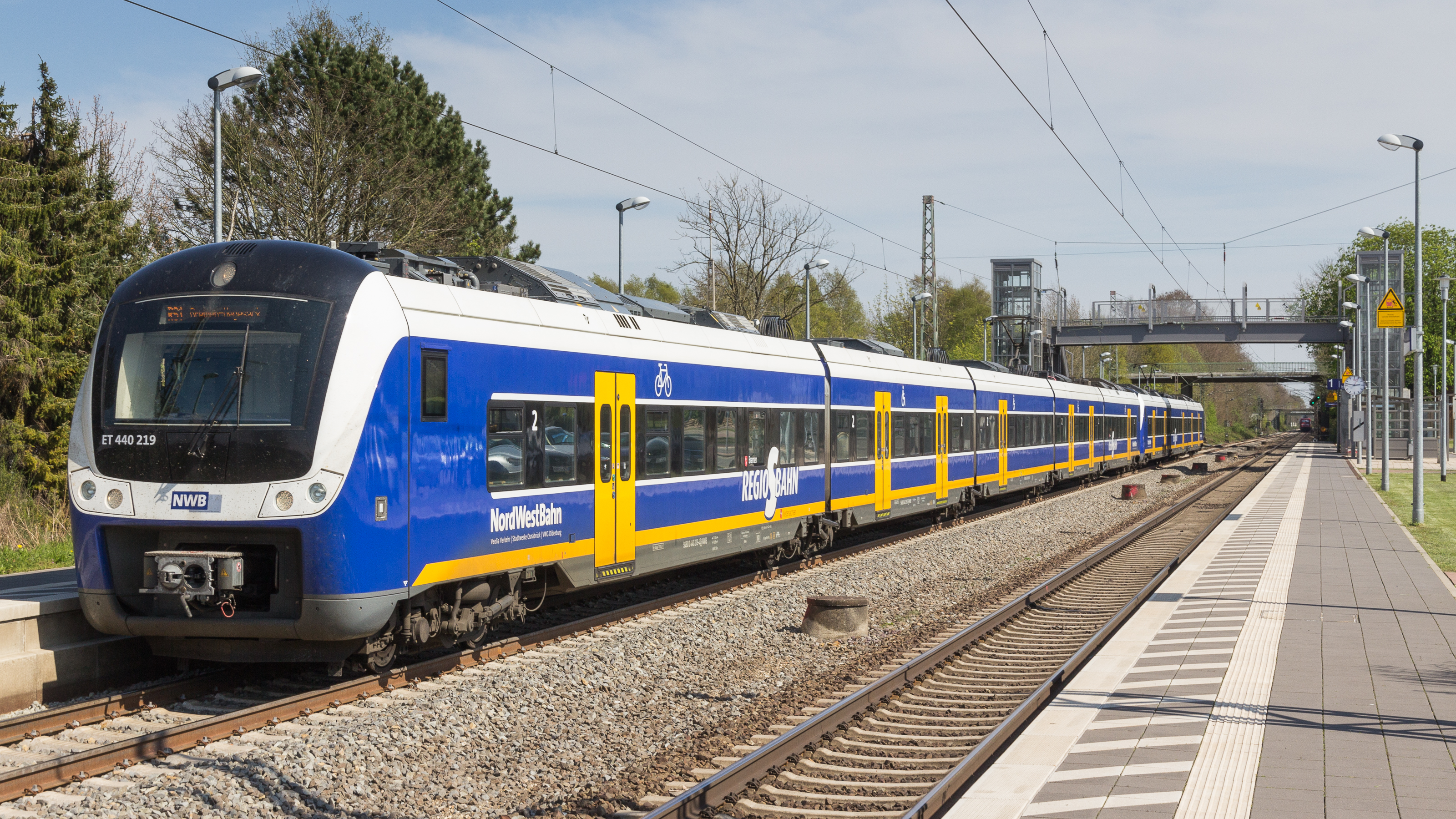
440 de NordWestBahn
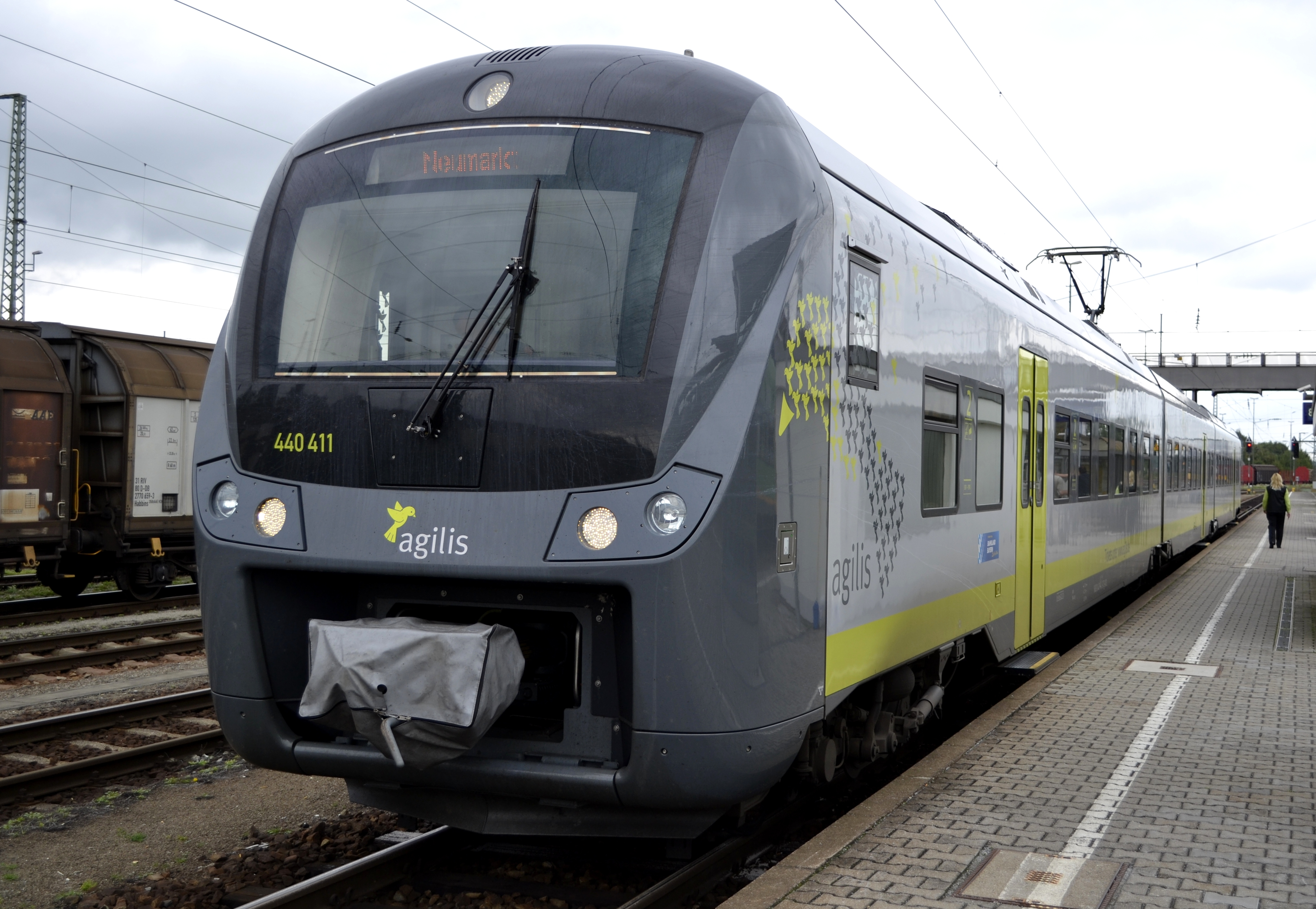
440 d'Agilis

## Coradia Polyvalent
Le Coradia Polyvalent, est la réponse d'Alstom au projet de « Porteur Polyvalent », dénommé Régiolis par la SNCF, dont le cahier des charges a été défini, à partir de 2006, conjointement par la SNCF et les Conseils régionaux français afin de poursuivre la modernisation du parc régional français et accompagner la hausse prévue de la fréquentation des TER au cours de la période allant de 2013 au début des années 2020. Le Régiolis est disponible avec des compositions à trois, quatre ou six caisses et est décliné en motorisation électrique ou bi-mode, mais pas thermique pure. La région Occitanie souhaite prendre livraison de 3 Regiolis fonctionnant à l'hydrogène d'ici 2021 ou 2022.[Passage à actualiser]
Le Coradia Polyvalent, produit à Reichshoffen en Alsace, a été vendu en France, en Algérie et au Sénégal. Les premières livraisons sont intervenues en 2014.
| SNCF                                                    | SNTF   | SSE TER |
| ------------------------------------------------------- | ------ | ------- |
| B 83500 B 84500 B 85900 Z 31500 Z 51500 Z 54500 Z 54900 | ZZe-01 | B 83500 |

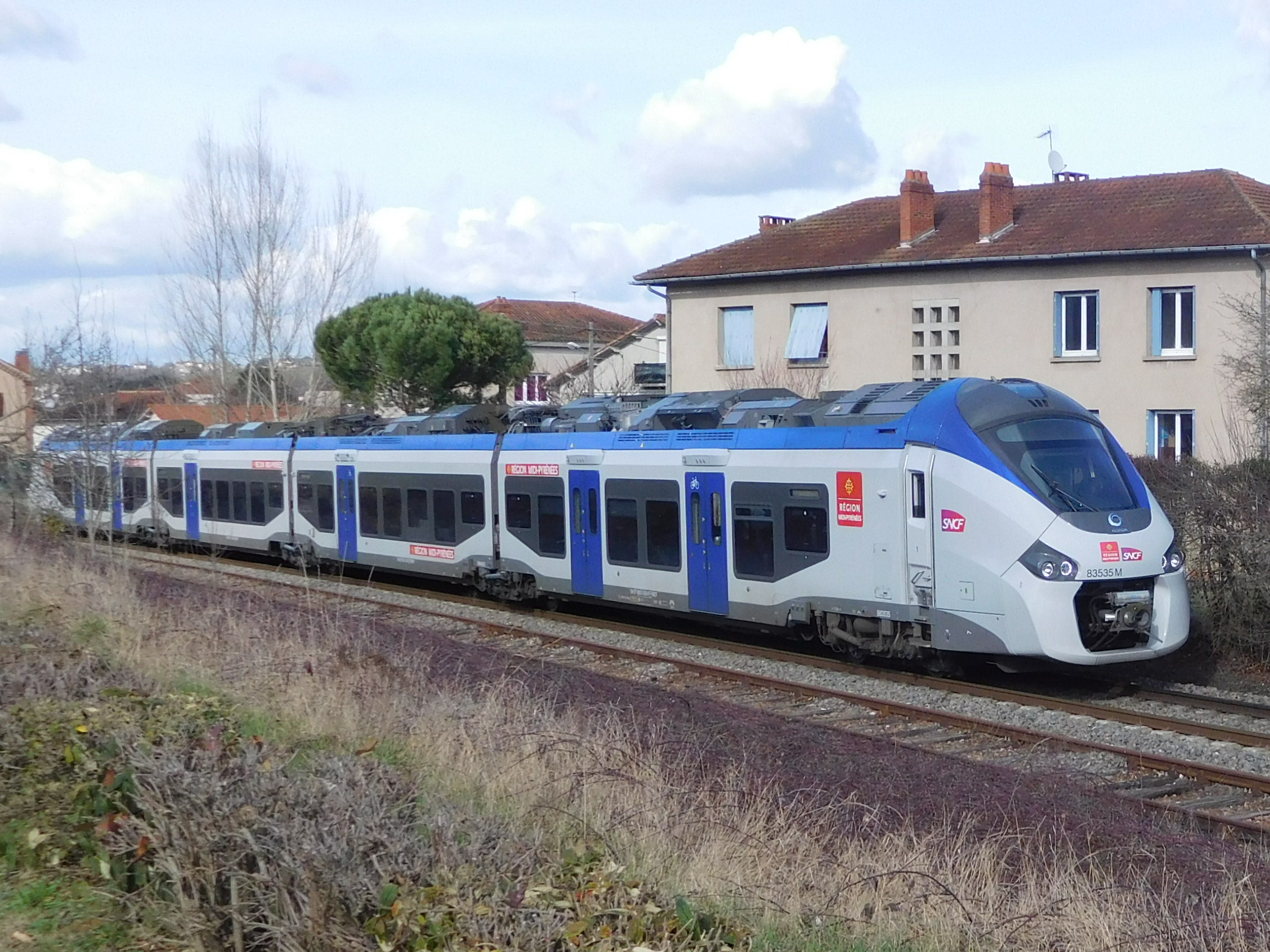
Rame Régiolis française
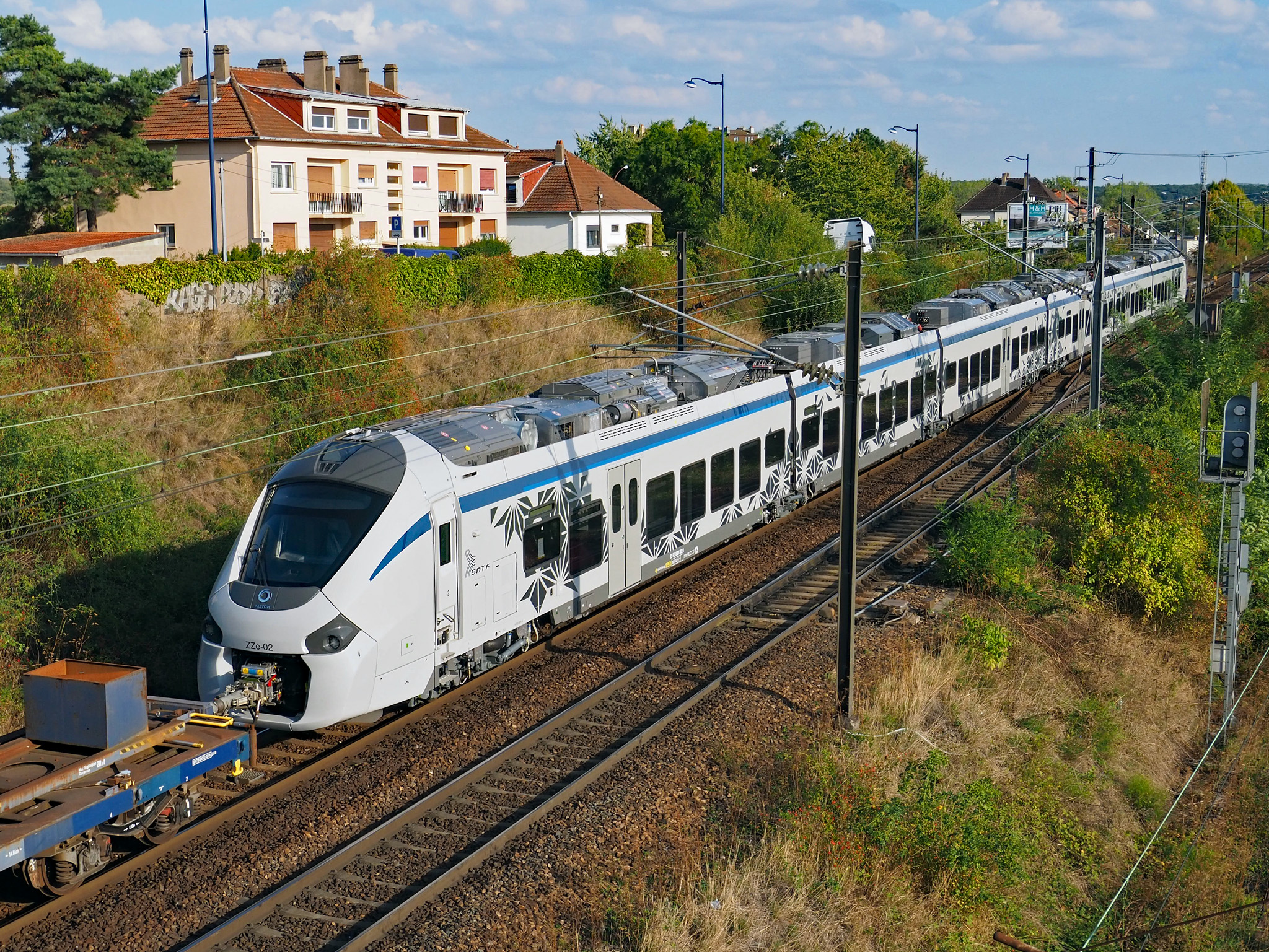
Rame ZZe algérienne (en essai)
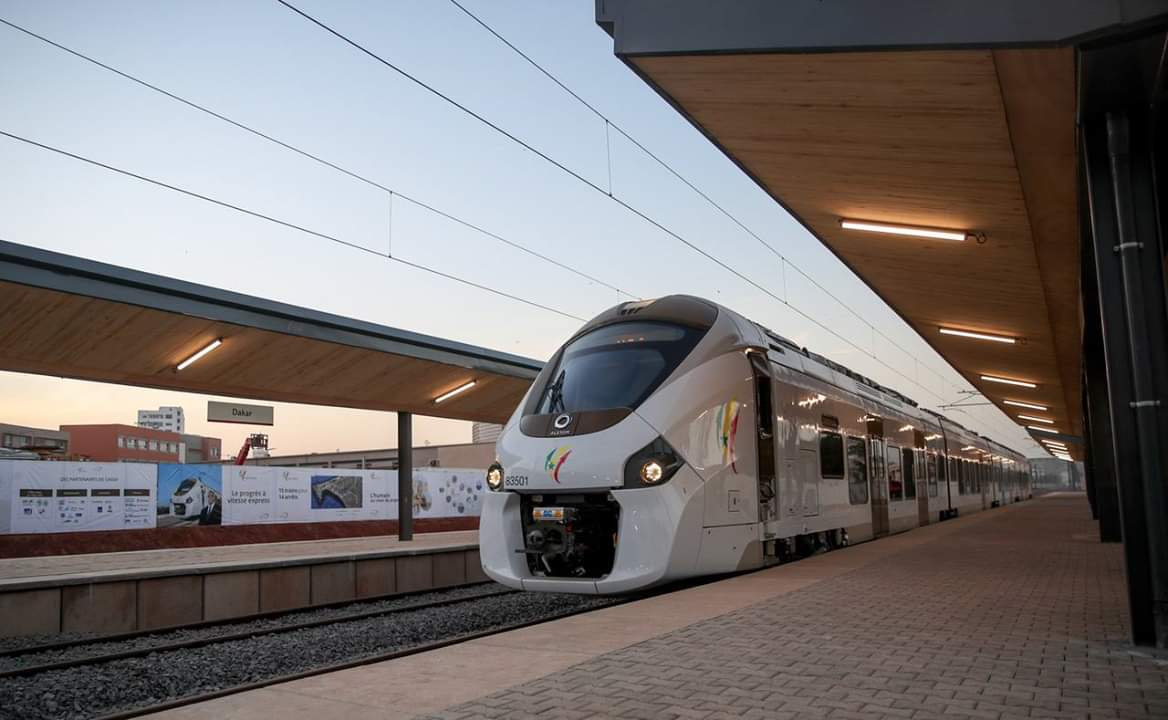
Rame du TER sénégalais

### Coradia Liner
Le Coradia Liner est la version Intercités du Coradia Polyvalent, commandée dans l'urgence par la SNCF dans le cadre du remplacement des voitures Corail affectées aux trains d'équilibre du territoire conventionnés par l'État. Les premières livraisons ont eu lieu en 2016. Une version apte à 200 km/h est également proposée par Alstom.
Le groupement formé par Keolis et la RATP afin d'exploiter le futur CDG Express a également choisi le Coradia Liner pour sa flotte.

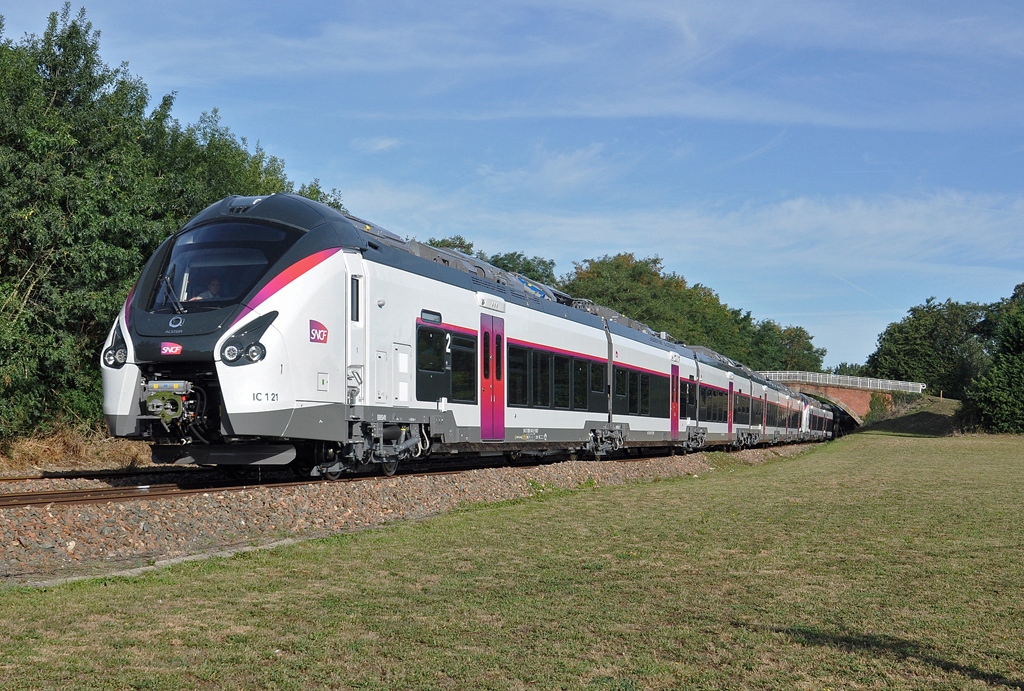
Coradia Liner de la SNCF

## Coradia Stream
Le Coradia Stream est une automotrice électrique destinée aux missions régionales et interurbaines. Les deux premiers clients, Trenitalia et les NS, doivent recevoir leurs premières rames respectivement en 2019 et 2021. Le Coradia Stream est dénommé Pop par Trenitalia, et ICNG pour Intercity Nieuwe Generatie par les NS, qui ont retenu des versions pouvant rouler à 200 km/h. Le troisième client est la compagnie ferroviaire danoise DSB a également commandé 100 rames, elles aussi aptes à 200 km/h, avec une livraison prévue entre 2024 et 2029.
| Trenitalia                       | NS                               | DSB       |
| -------------------------------- | -------------------------------- | --------- |
| FS ETR.103 FS ETR.104 FS ETR.108 | Série 3100 Série 3200 Série 3300 | à définir |

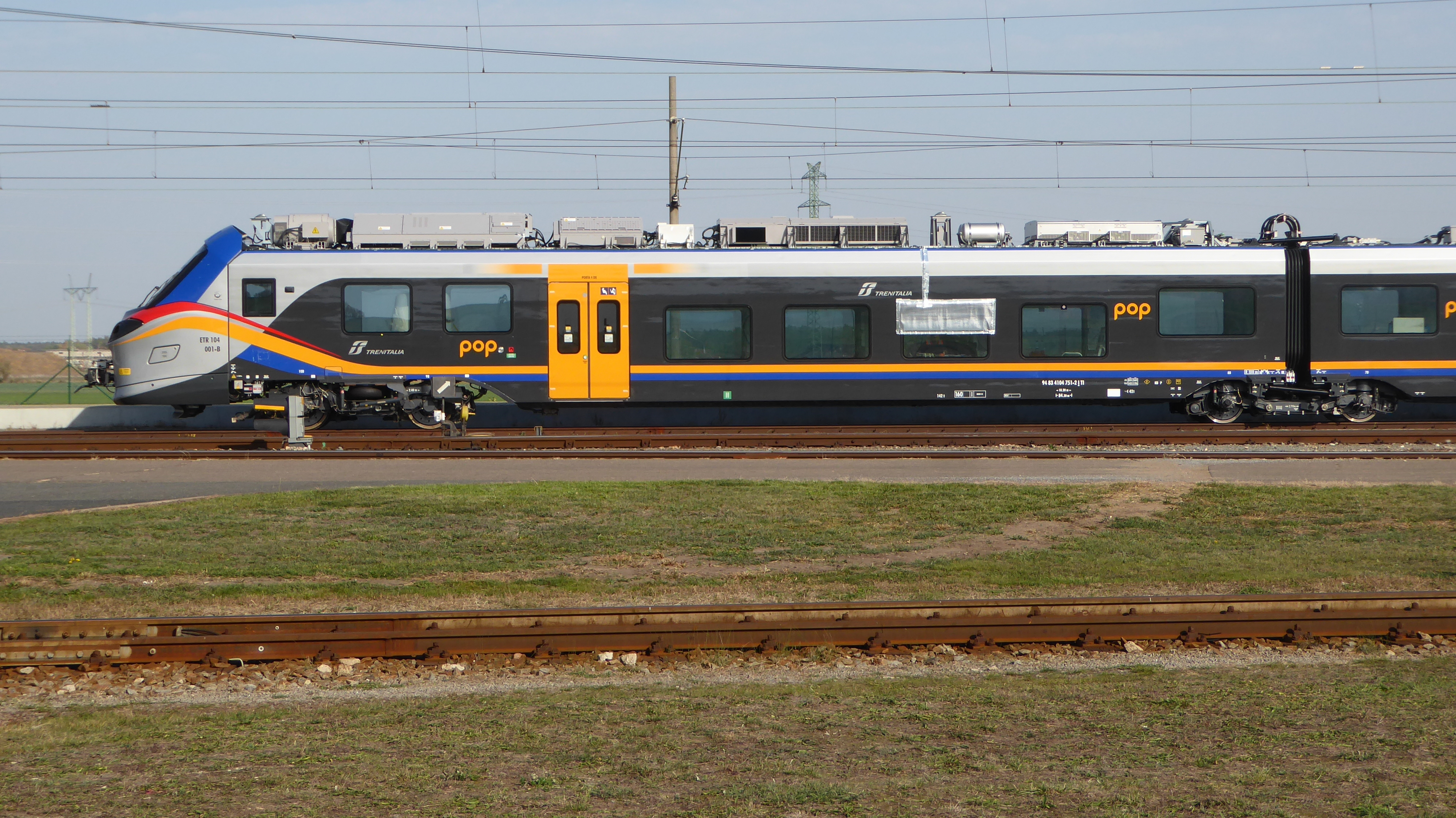
FS ETR.104 italien
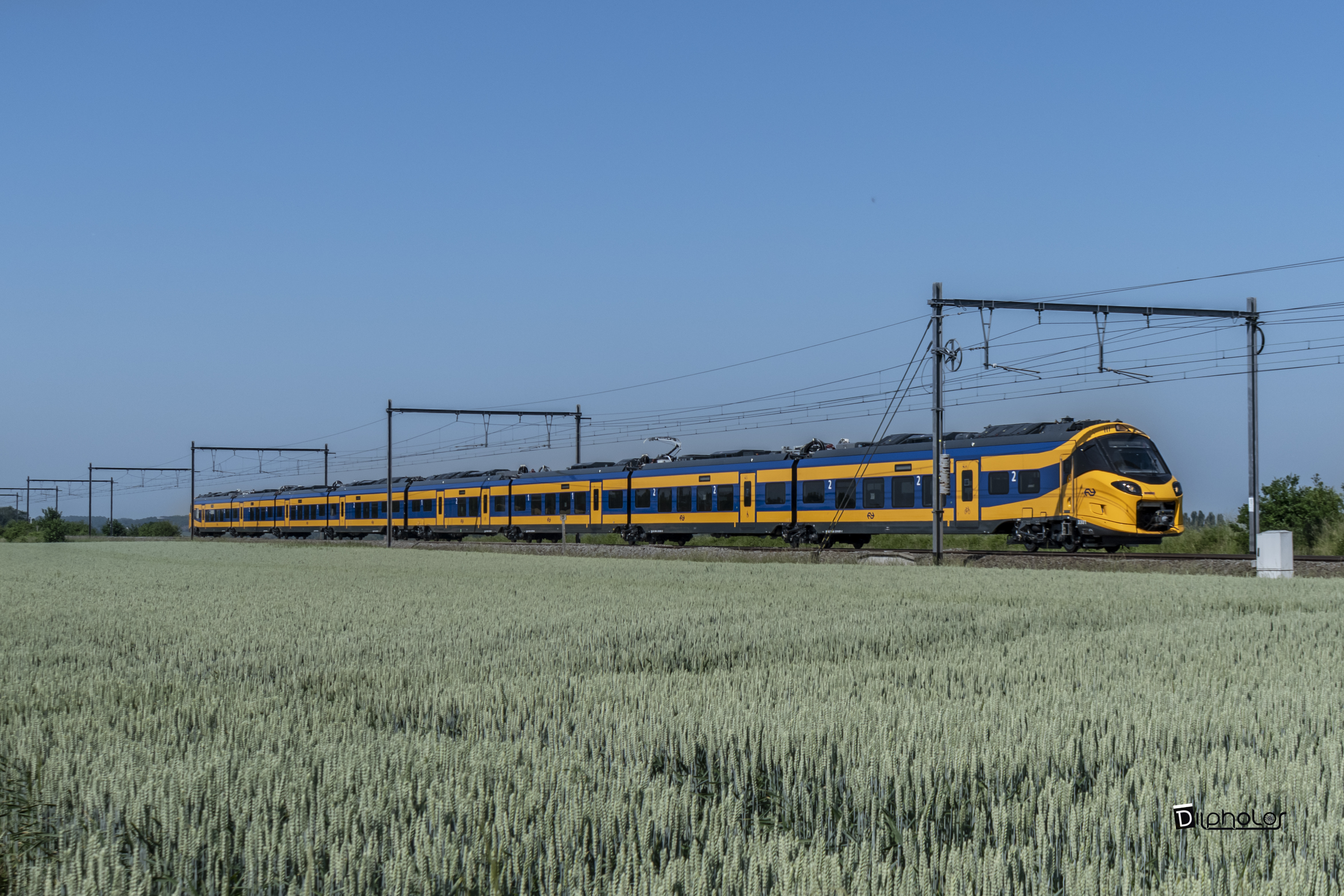
Stream néerlandais en essai en Belgique

## Coradia Max
Le Coradia Max (anciennement connu sous le nom de Coradia Stream HC, pour High Capacity, grande capacité) est la version à deux niveaux du Coradia Stream. Le premier client est la société nationale des chemins de fer luxembourgeois (CFL), qui en 2018 a commandé 22 rames à trois caisses dont deux à deux niveaux et 12 rames à 6 caisses dont quatre à deux niveaux dont la livraison était initialement prévue entre 2021 et 2024. En 2021, l'Autorité organisatrice des transports de Basse-Saxe a conclu une commande de 34 rames à quatre caisses dont deux à deux niveaux, pour le compte de l'exploitant des lignes RE 1, RE 8 et RE 9 (la DB pour la période 2013-2022). Le contrat prévoit de porter de quatre à six caisses neuf rames en 2028.
| CFL                 | à définir |
| ------------------- | --------- |
| Séries 2400 et 2450 | à définir |

## Coradia Stream HMU
Le 3 octobre 2023, à l'EXPO Ferroviaria 2023, la compagnie ferroviaire publique lombarde Ferrovie Nord Milano (FNM) et Alstom ont présenté le prototype du train à piles à combustible à hydrogène Coradia Stream HMU, à la suite de l'accord signé en novembre 2020 pour livrer à Trenord 6 trains (en 2022) avec une option pour 8 autres. 
À la suite des retards dans la mise au point de ces rames, elles n'entreront en service commercial dans le Val Camonica qu'au début de l'année 2025 (au lieu de 2023 annoncé), le long de la ligne non électrifiée Brescia - Iseo - Edolo de Ferrovienord exploitée par sa filiale TreNord, dans le cadre du projet H2iseO, qui vise à créer la première vallée de l'hydrogène en Italie dans la province de Brescia. Le Coradia Stream est le premier HMU pour l'Italie équipé de piles à combustible à hydrogène, avec une capacité totale de 260 places et une autonomie de plus de 600 km (sur le papier).
Au centre de chaque unité de cinq voitures se trouve un "Power Car" dans lequel le cœur de la technologie de la pile à combustible à hydrogène est installé comme source principale d'énergie. Cette dernière est fournie par la combinaison de l'hydrogène (stocké dans des réservoirs) avec l'oxygène de l'air extérieur, sans rejet de CO2 dans l'atmosphère. Des batteries lithium-ion hautes performances stockent l'énergie, qui est ensuite exploitée lors des phases d'accélération pour soutenir l'action des piles à hydrogène et assurer une économie de carburant.
Les trains sont produits dans les ex usines de Fiat Ferroviaria en Italie, impliquant les sites :
- Savillan pour le développement, la certification, la production et les tests,
- Vado Ligure pour l'équipement de la motrice dans laquelle est installée la partie liée à l'hydrogène,
- Sesto San Giovanni pour les composants,
- Bologne pour le développement du système de signalisation.

Promu par FNM, Ferrovienord et Trenord, H2iseO vise à développer une chaîne d'approvisionnement économique et industrielle en hydrogène dans la Valcamonica, à partir du secteur de la mobilité, à initier la conversion énergétique du territoire et à contribuer à la décarbonisation d'une partie des transports publics locaux. Le projet prévoit, entre autres, la construction de trois usines de production, de stockage et de distribution d'hydrogène renouvelable sans émissions de CO2 (Brescia, Iseo et Edolo), ainsi que la mise en service de 40 autobus à hydrogène pour remplacer l'ensemble de la flotte utilisée aujourd'hui par FNM Autoservizi. 
Le 22 décembre 2023, Alstom a annoncé la commande par la compagnie italienne Ferrovie del Sud Est, filiale de Trenitalia, opérateur de la région des Pouilles, de 2 rames à hydrogène Coradia Stream HMU pour remplacer d'anciens autorails diesel. FNM a également signé la commande de 2 trains supplémentaires Coradia Stream HMU, en plus des 6 déjà commandés, à la suite de l'accord-cadre de 2020. Le constructeur n'a pas précisé les dates de livraison de ces commandes.

## Coradia Juniper
Le Coradia Juniper est une famille d'automotrices à un niveaudestinée au trafic anglais. La famille se décline en trois séries : class 334, class 458 et class 460 (cette série fut intégrée à la class 458) Ces automotrices furent mises en service entre 2000 et 2001. Leur motorisation est électrique, avec un troisième rail (class 458 et 460), ou un pantographe (class 334). Les class 334 possèdent 3 caisses, les class 458 possédaient à la base 4 voitures, mais 36 exemplaires se sont vus ajouter une caisse, passant à 5 caisses. Les class 460 possédaient 8 caisses, mais lors de leur intégration à la série 458 leur nombre de caisses a été porté à 5.

Il se divisait à la base en trois séries : la class 334, la class 458 et la class 460. La class 334, au nombre de 30 exemplaires, est utilisée autour de Glasgow par Abellio Scotrail, notamment sur la ligne North Clyde, qui relie Glasgow à Edimbourg. La class 458, au nombre de 48 (dont 8 anciennement class 460), est utilisée par South West Trains sur son réseau.Les class 460 furent utilisés jusqu'en 2012 sur le Gatwick Express, avant d'être rachetés par South West Trains et être transformés en class 458. Aucun train n'appartient donc à la série 460 depuis.

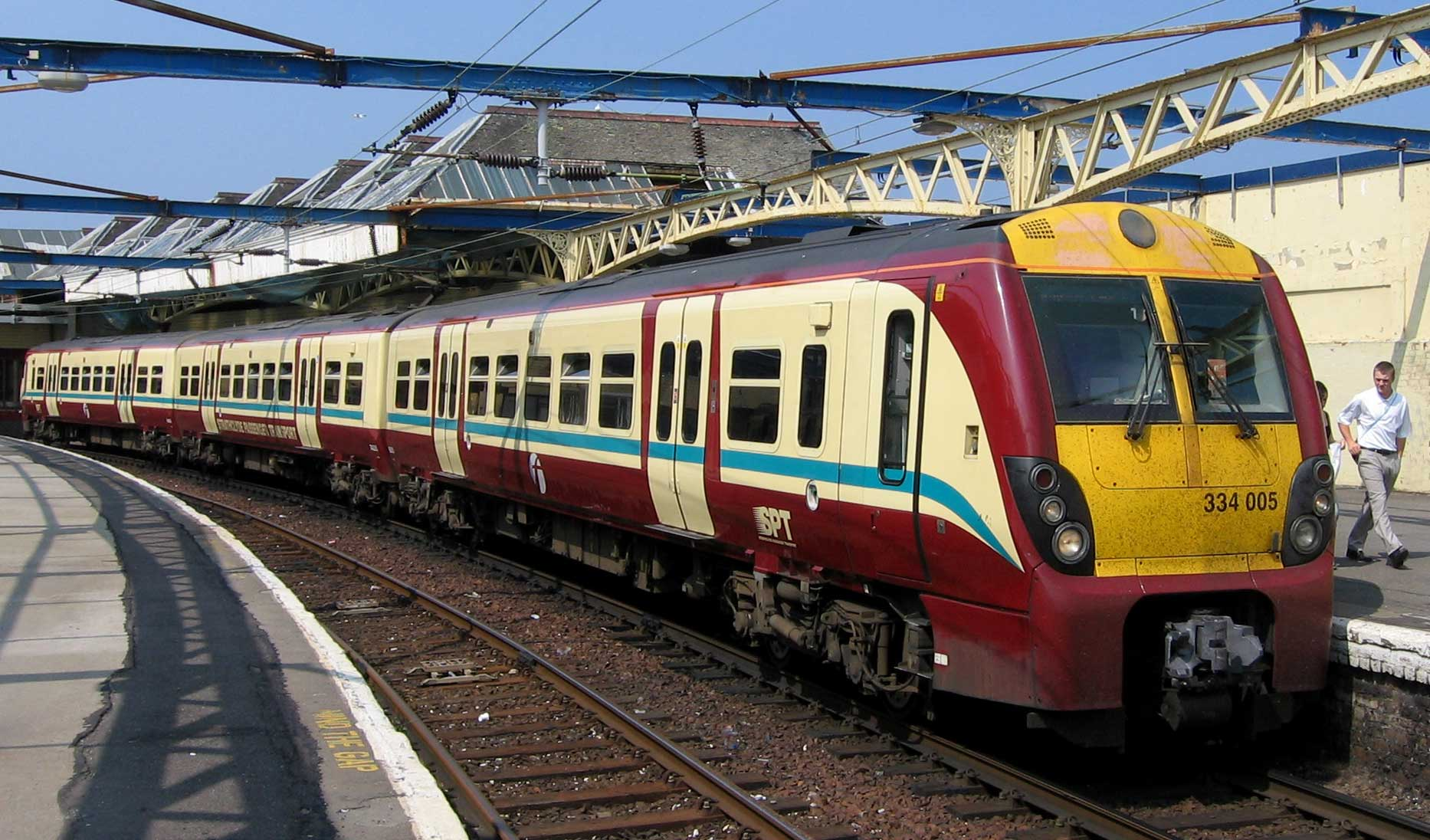
Une class 334
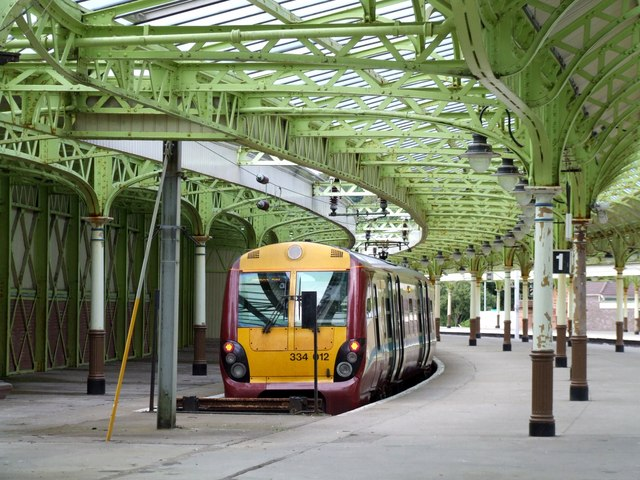
Une class 458
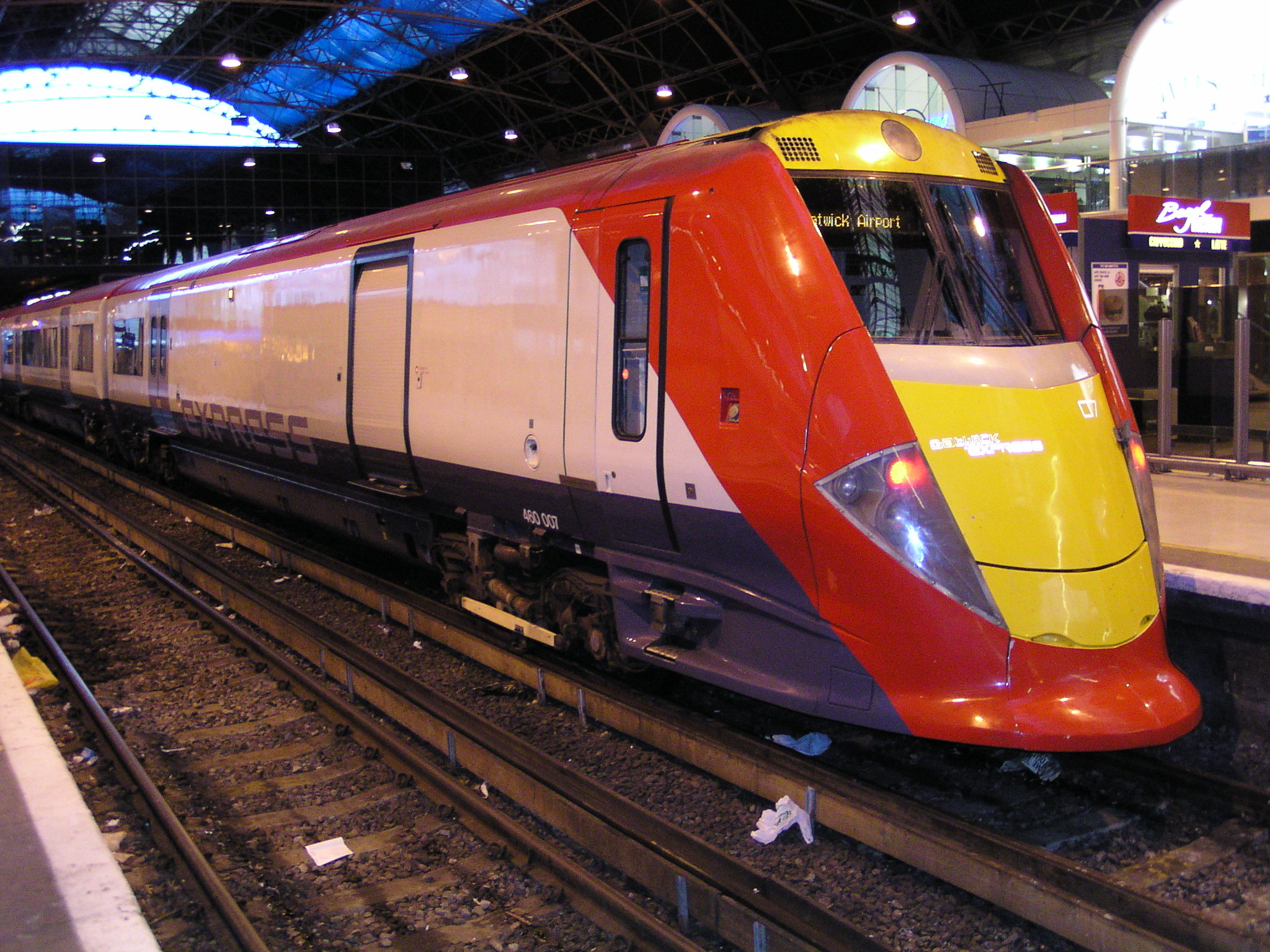
Une class 460

## Coradia X3
Le Coradia X3 a été construit en 7 exemplaires pour la société suédoise Arlanda Express. Il a été construit entre 1998 et 1999 et possède 4 caisses. Il peut rouler jusqu'à 205 km/h. Au niveau de la motorisation, il roule sous 15 kV/16,7 Hz~ et a une puissance de 2240 kW. Les 7 trains sont utilisés pour des navettes entre Stockolm C (la gare centrale) et l'aéroport de Stockolm. Ces trains ont connu plusieurs modernisations visant à améliorer la capacité et à faciliter leur couplage.

Ces trains devraient être radiés en 2029 et être remplacés par des Stadler FLIRT.

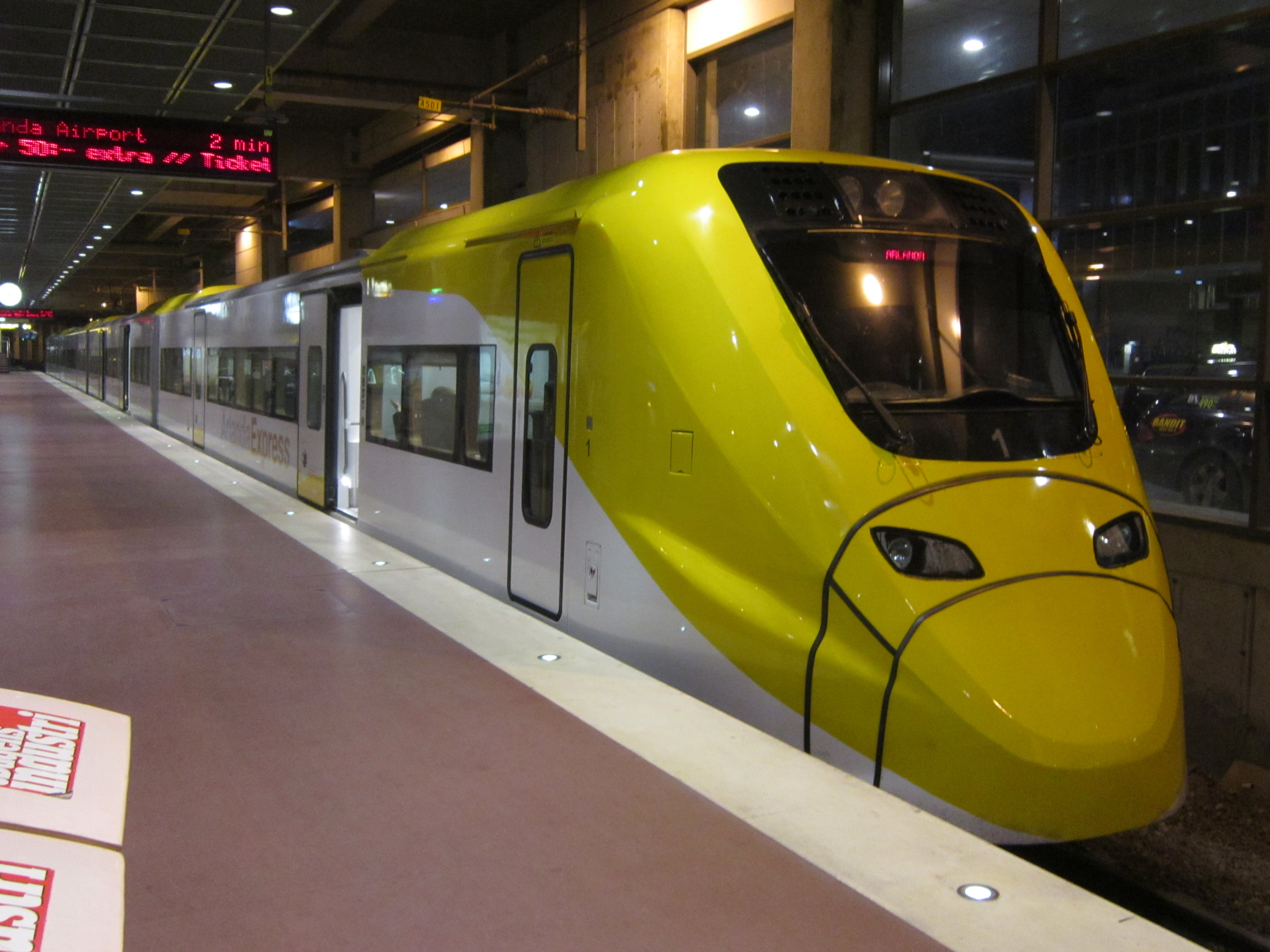
Un X3 à Stockolm C.
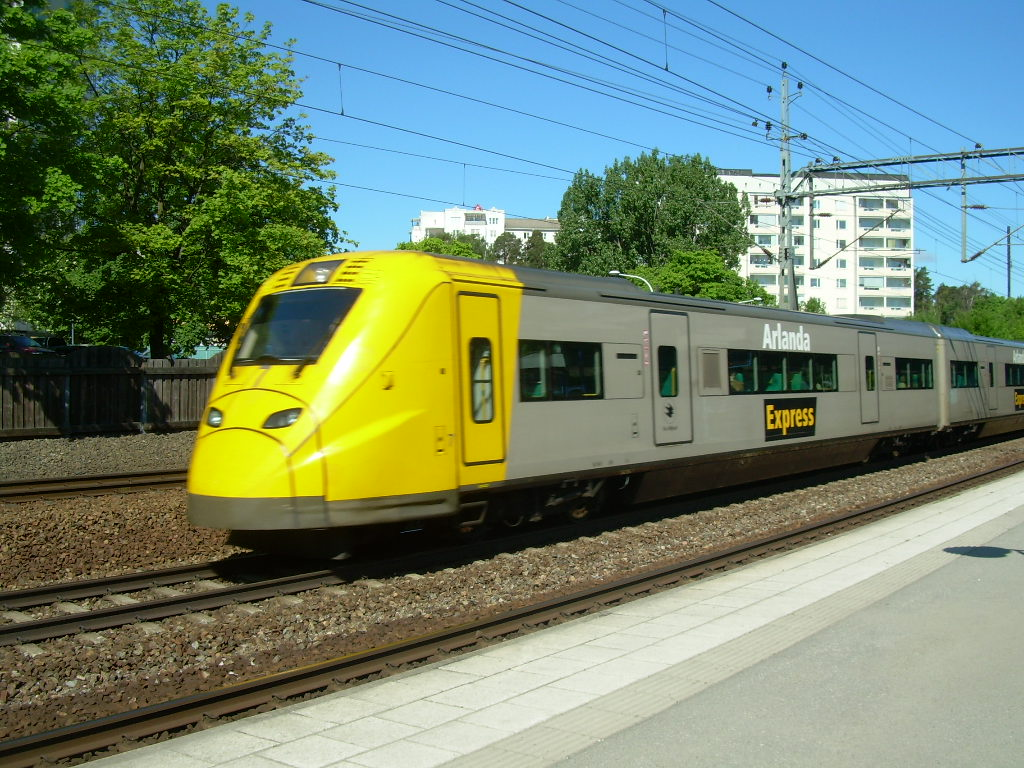
Un X3 en pleine ligne

## Familles n'ayant pas dépassé le stade de prototype

### Alstom Coradia LIREX
L'Alstom Coradia LIREX (pour Leicher, Innovativer, RegionalEXpress), développé en 2000, était destiné à assurer un trafic régional en Alllemagne, notamment dans le Land de Saxe-Anhalt. Il était composé de six caisses et pouvait avoir une motorisation hybride ou diésel-électrique. Le prototype circula pendant un an, puis une transformation devait avoir lieu. Cette transformation n'a jamais eu lieu et le prototype est depuis radié. Il se trouve aujourd'hui au site de production d'Alstom à Salzgitter. Le projet n'a pourtant pas été en vain : les ingénieurs se sont inspirés du LIREX pour le Nordic, qui a lui-même les Continental et Polyvalent.

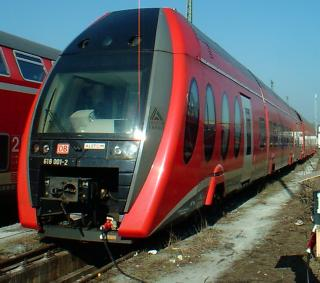
Un Alstom Coradia Lirex vue de face
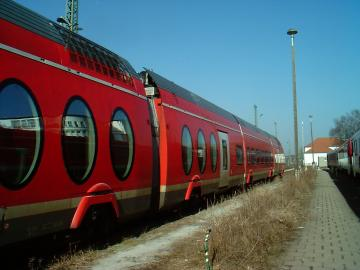
Intercirculation entre les voitures